# Branton (South Yorkshire)
Branton – osada w Anglii, w South Yorkshire, w dystrykcie metropolitalnym Doncaster. Leży 7 km od miasta Doncaster, 32 km od miasta Sheffield i 231 km od Londynu. W 2016 miejscowość liczyła 2219 mieszkańców. Branton jest wspomniana w Domesday Book (1086) jako Brantone.